# Más de lo que piensas
Más de lo que piensas es el decimoquinto álbum de estudio de Camela, que fue lanzado el 24 de junio de 2014 en España. Fue el primer álbum que publicaron después de que Miguel Ángel Cabrera Jiménez dejara el grupo. También fue el primero que grabaron para la discográfica Warner Music Spain, S. L., tras desaparecer EMI Music. La mitad de las canciones fueron dirigidas por Dioni, bajo los arreglos de Silvio Ocaña. El resto fueron dirigidas por Miguel Ángel Collado, con arreglos de David Villar. En la portada se caracterizaron de Bollywood. Existe un tema adicional titulado "Llámala", que fue incluido en algunas plataformas digitales.

## Lista de canciones del álbum
| Más de lo que piensas |                              |                        |          |  |
| N.º                   | Título                       | Escritor(es)           | Duración |  |
| 1.                    | «Ya se acabó el tener dueño» | Rubén Martín Muñoz     | 4:01     |  |
| 2.                    | «Más de lo que piensas»      | M.Ángeles Muñoz Dueñas | 3:23     |  |
| 3.                    | «No tengas miedo»            | Rubén Martín Muñoz     | 3:47     |  |
| 4.                    | «No lo merezco»              | Rubén Martín Muñoz     | 4:12     |  |
| 5.                    | «Poeta del amor»             | M.Ángeles Muñoz Dueñas | 3:10     |  |
| 6.                    | «Todo de ti me enamora»      | M.Ángeles Muñoz Dueñas | 3:56     |  |
| 7.                    | «Como me duele»              | Rubén Martín Muñoz     | 3:42     |  |
| 8.                    | «La fuerza de mi corazón»    | M.Ángeles Muñoz Dueñas | 3:59     |  |
| 9.                    | «Un castigo»                 | Rubén Martín Muñoz     | 3:23     |  |
| 10.                   | «Te soñaré»                  | M.Ángeles Muñoz Dueñas | 4:06     |  |
| 37:00                 |                              |                        |          |  |

## Listas
| Lista  | Proveedor  | Posición | Certificación | Ventas  |
| ------ | ---------- | -------- | ------------- | ------- |
| España | Promusicae | 1        | 1x Oro        | 20 000+ |

- Datos: Q17335060